# عبد الله الشيتي
عبد الله الشيتي (1934 حيفا- 1999 الكويت)، أديب وصحفي فلسطيني. عمل في عدة صحف عربية وتولى إدارة تحرير جريدة الراي العام ومجلة النهضة الكويتيتين، ونشر مجموعات قصص ومقالات ساخرة.

## حياته
ولد في حيفا سنة 1934، ولجأ بعد حرب عام 1948 مع عائلته إلى بيروت فدمشق. عمل في دمشق مدرّسا في ثانوية خاصة، وعمل كذلك وفي الصحافة، وكان مدققا في صحيفة الأيام الدمشقية وتولى تحريرها لاحقا، ثم انتقل إلى وعمل في بيروت في جريدة البيرق التي كان يصدرها وجيه مزبودي، وعمل أيضا ممثلا لسلطنة عمان في بيروت. انتقل عام 1963إلى الكويت وعمل مع العميد عبد العزيز المساعيد في دار الراي العام الكويتية مديرا لتحرير كل من جريدة الراي العام ومجلة النهضة لأكثر من ثلاثة عقود، وكان له في الأخيرة زاوية يومية بعنوان «فنجان قهوة»، كما كان له زوايا ثابتة في صحف ومجلات عربية أشهرها «الهمس والحنين» في البيرق، و«أناشيد أفروديت» في النهضة، ونشر مقالات في جريدة الوحدة الإماراتية ومجلة أخبار الأسبوع في قطر، ومجلة «الدولية» الصادرة في فرنسا، وكان له ظهور في أجهزة الإعلام الكويتية والخليجية المختلفة.
كان عضوا في اتحاد الكتاب العرب وجمعية الصحافيين الكويتية، وفي جمعيات ثقافية وأدبية مختلفة.

## مؤلفاته
- مجدولين تحت ظلال الزيزفون، رواية عاطفية
- معجزة العراق -1958، سياسة،1958
- القديسة العارية - 1962 مجموعة قصصية.
- في معركة الحرية - سياسة، 1963
- جدار العار -مجموعة قصصية، 1964
- أوراق الغربة، خواطر وافكار وجدانية ساخرة، 1969
- الابتسامة مهنتي - قصص وحكايات ساخرة، 1976[4]
- أحمد الصافي النجفي -1979 رحلة العمر.[5] [6]
- الشيتي على كرسي الاعتراف، 1998- 1999.طبع بعد وفاته

## جوائز وتكريم
- جائزة القصة القصيرة من إذاعة صوت العرب، في فترة الوحدة السورية- المصرية.
- جائزة رواق عوشه بنت حسين في دبي عن قصة «المرأة حامل» سنة 1997
- حاصل على شهادة الرجال والنساء المتميزين في العالم، كمبردج - لندن سنة 1980.